# ابوجابر الشیخ
هاشم الشیخ (به عربی: هاشم الشيخ) که با نام جنگی ابوجابر الشیخ (به عربی: أبو جابر الشيخ) نیز شناخته می‌شود، فرمانده شورشی سوری و از رهبران ارشد هیئت تحریر شام است. گزارش شده است که او از سمت خود در احرار الشام که به‌عنوان فرمانده ارشد خدمت می‌کرد استعفا داده تا در فرماندهی و هدایت ادغام گروه‌های مختلف مبارز در سوریه نقش داشته باشد. ابو جابر یک مسلمان سلفی با ایدئولوژی جهادی است که این ایدئولوژی در دیدگاه‌های گروه تحت رهبری او نیز منعکس شده است.

## فعالیت‌های پیش از جنگ
ابو جابر مدرک کارشناسی خود را در رشته مهندسی مکانیک از دانشگاه حلب دریافت کرد. سپس او در کارخانه‌های دفاعی نزدیک به منطقه صفیره مشغول به کار شد. فعالیت‌های اسلامی و مخالفت او با دولت بعث سوریه باعث شد که چندین بار توسط دولت سوریه بازداشت شود. در سال ۲۰۰۵ او در زندان بدنام صیدنایا زندانی شد. این زندان به دلیل نگهداری تعداد زیادی از زندانیان سلفی که بعدها آزاد شدند شناخته می‌شود.

## جنگ داخلی سوریه
در ۲۵ سپتامبر ۲۰۱۱ در طول مراحل اولیه جنگ داخلی سوریه ابو جابر به همراه تعدادی دیگر از زندانیان سیاسی سلفی و اسلام‌گرا از زندان صیدنایا آزاد شد. او به «حرکت فجر الشام الاسلامیه» پیوست و در کنار جبهه النصره جنگید. او رهبری یک گروه کوچک در داخل حرکت فجر الشام الاسلامیه به نام «گردان مصعب بن عمیر» را بر عهده داشت که یکی از اعضای بنیان‌گذار احرار الشام شد. از سال ۲۰۱۷، ابو جابر یکی از سه شخصیت بنیان‌گذار زنده احرار الشام بود.
در سپتامبر ۲۰۱۴ حسن عبود بنیان‌گذار و فرمانده احرار الشام به همراه ۴۵ نفر از جنگجویانش در یک بمب‌گذاری در استان ادلب ترور شد. ابو جابر جای او را گرفت و فرمانده کل احرار الشام شد. او در سپتامبر ۲۰۱۵ استعفا داد و مهند المصری (ابو یحیی الحموی) جایگزین او شد. سخنگوی احرار الشام رهبری ابو جابر را «دشوارترین» دوره این گروه توصیف کرد.
در ۱۵ فوریه ۲۰۱۶ در طول حمله به شمال حلب ۸ گروه شورشی به ابو جابر وفاداری خود را اعلام کردند و «ارتش حلب» را برای مبارزه با نیروهای مسلح سوریه و نیروهای دموکراتیک سوریه از جمله «ارتش انقلابیون» تشکیل دادند.
در ۲۸ ژانویه ۲۰۱۷، ابو جابر و ده‌ها فرمانده دیگر احرار الشام استعفای خود را از احرار الشام اعلام کردند، زیرا پنج گروه بزرگ شورشی اسلام‌گرای سنی، از جمله جیش الاحرار و جبهه فتح الشام، در «تحریر الشام» ادغام شدند. ابو جابر امیر این گروه شد. ابو جابر یکی از سه رهبر بنیان‌گذار زنده احرار الشام است.
در ۱ اکتبر ۲۰۱۷، ابو جابر از سمت خود به عنوان فرمانده کل تحریر الشام استعفا داد و ابو محمد الجولانی جایگزین او شد. ابو جابر سمت دیگری را به عنوان رئیس شورای شورا تحریر الشام بر عهده گرفت.